# Mark McKenzie (Komponist)
Mark C. McKenzie (* 1957 in Lake City, Minnesota) ist ein US-amerikanischer Komponist.

## Biografie
Mark C. Mckenzie wuchs als eines von sieben Kindern in einer musikalischen Familie in Minnesota auf. Bereits im Alter von sieben Jahren erlernte er das Klavier. Er studierte Englische Literatur und Musik an der University of Wisconsin–Eau Claire und zog anschließend 1979 nach Los Angeles, wo er an der University of Southern California unter anderem bei Pierre Boulez, Witold Lutosławski und Morten Lauridsen Komposition studierte. Bereits früh wurde er für seine Musik ausgezeichnet, so erhielt er unter anderem den Norman Cousins Award und den USC Outstanding Doctoral Music Graduate Award. Ab Mitte der 1980er Jahre arbeitete vereinzelt in der Orchestrierung von Filmmusik. Seine erste eigenständig komponierte Filmmusik war 1991 für das Horror-Drama Son of Darkness: To Die for II.

## Filmografie (Auswahl)
- 1991: Son of Darkness: To Die for II
- 1993: Warlock – Satans Sohn kehrt zurück (Warlock: The Armageddon)
- 1995: Dr. Jekyll und Ms. Hyde (Dr. Jekyll and Ms. Hyde)
- 1996: Lorca – Mord an der Freiheit (The Disappearance of Garcia Lorca)
- 1995: Meine Familie (My Family)
- 1995: The James Gang (Frank & Jesse)
- 1999: 40 Meilen Abenteuer (Durango)
- 2000: Dragonheart – Ein neuer Anfang (Dragonheart: A New Beginning)
- 2000: Rebecca – Eine Frau auf der Suche nach sich selbst (The Lost Child)
- 2003: Star Trek: Enterprise (Fernsehserie, eine Folge)
- 2007: Das Geheimnis der kleinen Farm (The Last Sin Eater)
- 2007: Das ultimative Geschenk (The Ultimate Gift)